# 스위스 포스트
스위스 포스트(프랑스어: La Poste suisse, 이탈리아어: La Posta Svizzera, 독일어: Die Schweizerische Post, 로만슈어: La Posta Svizra)는 스위스의 국가 우편 서비스이다. 스위스 연방이 소유한 공개 회사인 이 회사는 약 54,000명의 직원이 있는 스위스에서 두 번째로 큰 고용주이다. 이 그룹은 베른에 기반을 두고 있으며, 25개국에 지사가 있다. 2019년 4월 이후 로베르토 키릴로(Roberto Cirillo)가 CEO를 맡고 있다. 2021년 스위스 우체국은 만국우편연합에서 5년 연속 세계 최고로 선정되었다.

## 역사

### 초기 우편 서비스
1848년 스위스에서 통합 우편 서비스가 설립되기 전에는 우편 서비스는 다양한 독립적인 배달업체와 우편 서비스(샤프하우젠의 Thurn und Taxis, 베른의 피셔포스트)에 의해 수행되었다.

### 헬베티아 공화국(1798-1803)
프랑스군은 막 설립된 헬베티아 공화국 정부에 우편 서비스의 상이한 유니폼에 대해 불만을 제기했다. 이후, 통합 우편 서비스를 구성하기로 한 결정은 1798년 9월 스위스 상원에서 승인되었다.  1799년 스위스는 바젤, 취리히, 장크트갈렌, 샤프하우젠, 베른을 중심으로 한 5개의 우편구역으로 나뉘었지만, 스위스 정부는 이미 기능하고 잘 확립된 독립 우편 서비스를 국유화할 수 없었다. 1803년경 스위스 우편 서비스의 관리는 주에 반환되었다.

### 주 관할
1803년에서 1848년 사이에 우편 서비스는 주에서 관리했다.
취리히주는 당시 우편 서비스의 주요 제공업체였으며, 투르가우주와 추크주에서도 우편 서비스를 운영했으며, 그 객차는 고트하르트 고개가 있는 중요한 우리주를 통과할 수 있었다. 1823년부터 취리히주에서 출발하는 우편 서비스는 라퍼스빌을 거쳐 쿠어까지 취리히 사이를 오가는 마차를 운영했으며, 1826년부터는 이 마차가 매일 운행했다. 1829년에 바젤과 취리히 간의 일일 서비스가 개설되었다. 1835년에는 서비스가 베른까지 확장되었고, 3년 후 노선은 프리부르, 로잔, 제네바에 이르렀다. 1835년에는 최초의 증기선이 취리히 호수에서 운영 되었고, 1847년에는 스위스 최초의 철도가 취리히와 바덴 사이에 운행되었다. 1843년 취리히주 우체국은 스위스에서 최초의 우표를 발행했고, 우편 배달부는 고객으로부터 돈을 징수해야 하는 의무에서 벗어났다.
베른주에서는 피셔포스트(Fischerpost)가 공식 우편 서비스 제공업체였으며, 고트하르트 고개를 통해 이탈리아로 가는 노선도 운영했다. 졸로투른, 프리부르, 제네바의 공식 우편 서비스였다. 피셔 가문의 에마누엘 프리드리히 폰 피셔가 베른 공화국의 대통령으로 선출된 후 그들의 지위는 훨씬 더 우세했다. 피셔 가문은 1832년에 새로운 베른 자유주의 정부가 그들을 몰수하면서 끝이 났다.
루체른주는 그 직책을 국가 행정 하에 유지하기를 원하는 유일한 주였으며, 1809년과 1814년에 주에서 우편 권한을 다시 얻으려고 시도한 피셔가를 감내해야 했다. 루체른은 자체적으로 확장했다. 티치노에 있는 남쪽에 서비스, 그리고 그것의 메신저는 슈비츠주와 우리주를 통해 통과 권리를 받았다. 루체른에서 마차가 장크트갈렌, 올텐, 바젤로 출발했다. 1839년에 루체른 호수의 첫 번째 증기선이 서비스를 제공하기 시작했다.
우리주는 취리히의 우편 서비스에 대한 운송 권한을 임대했다. 조건은 직원들이 우리주 출신이어야 한다는 것이었다. 1828년에 우리는 루체른의 우편 서비스에 통과할 수 있는 권리를 부여했다. 우리주의 알트도르프에서 매일 마차가 고트하르트 고개를 넘어 이탈리아의 밀라노에 도착했다.
작은 글라루스주는 1832년까지 두 명의 기업가에게 우편 서비스를 아웃소싱했으며, 그 해는 주 정부를 통해 우체국을 운영하기 시작했다.
스위스 북부 국경에 위치한 바젤은 이 도시를 국제 우편 교환의 중심지로 만들었다. 1839년 바젤은 대중이 접근할 수 있는 우체통을 도시의 주요 광장에 설치하도록 명령했다. 바젤과 스트라스부르 사이의 기차 노선이 1844년에 개통된 후 도시 사이에 우편물을 운송하기도 했다.

## 스위스 국가 우편

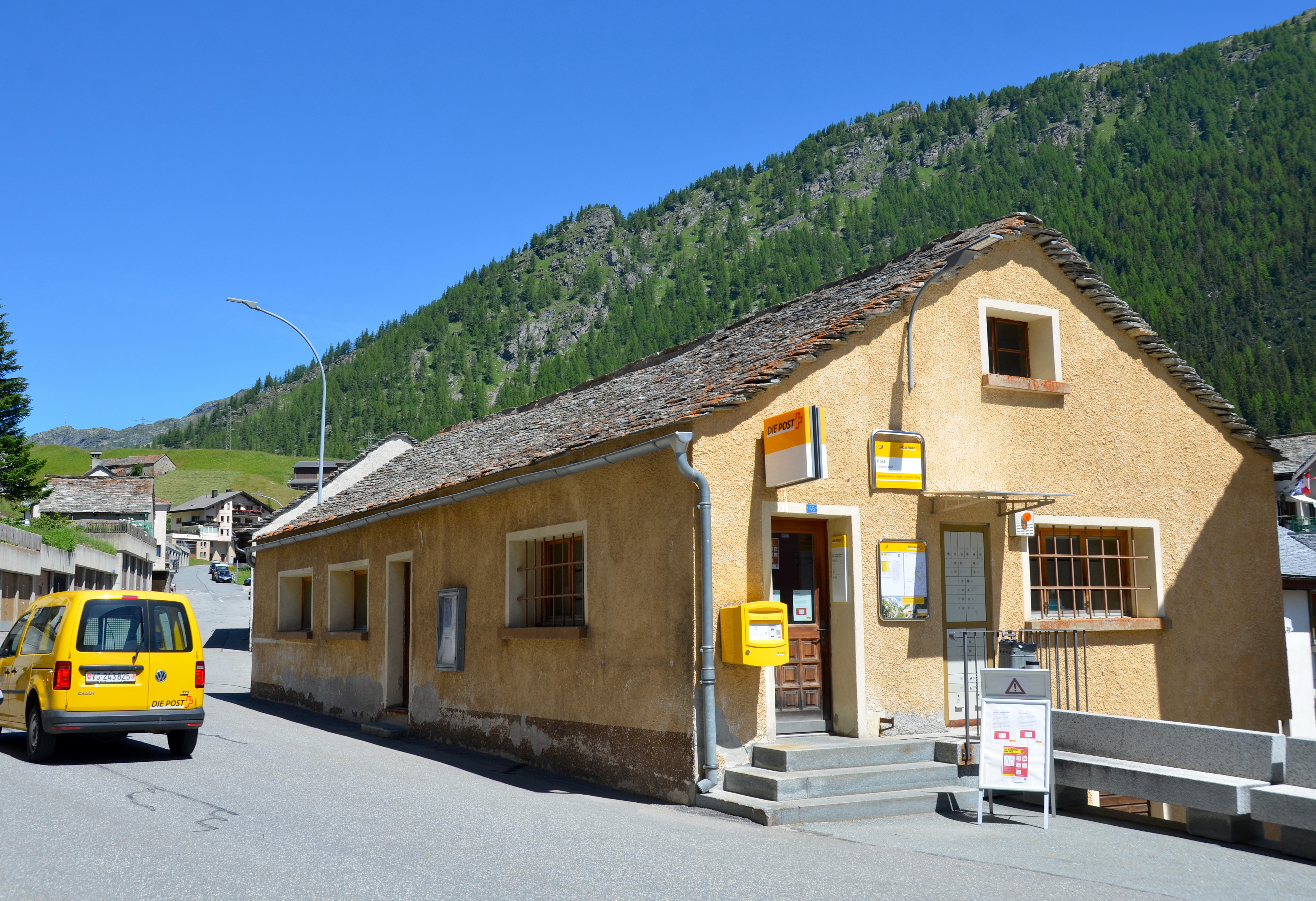
발레주 심플론에 있는 3907 우체국

1848년 우편 서비스는 중앙집권적 관리를 요구하는 신헌법에 의해 규제되었다. 1849년 1월 1일 스위스 내셔널 포스트(Swiss National Post)는 14개의 주 우편 서비스를 인수했다. 편지와 소포에 대한 우편 요금은 1849년 10월부터 스위스 전역에서 동일했다.
1850년에는 스위스 전역에서 유효한 최초의 우표가 발행되었다. 같은 해 스위스 북부의 바젤과 이탈리아의 밀라노 간의 배송 시간은 50시간으로 제한되었다. 바젤에서 우편물은 루체른으로 운송되었고 그곳에서 루체른 호수를 통해 우리의 플뤼 엘렌으로 운송되었고, 그곳에서 고타드 고개를 거쳐 벨린초나와 카멜라타까지 객차로 운송되었으며, 그곳에서 밀라노. 프랑크푸르트 법원에서 4년간의 소송 끝에 투른 운트 탁시 공작은 1853년 150,000CHF에 대한 대가로 스위스에 샤프하우젠의 우편권을 양도했다.
1874년, 스위스는 베른에서 만국우편연맹의 창립총회를 조직했으며, 이 회의에도 가입했다. 1878년 이후, 증기선과 철도에 있는 스위스 우체국은 우편물을 받고 배달하며, 분류하는 임무를 맡았다. 또한 당나귀, 노새, 심지어 개도 우편물을 배달하기 위해 동원했다.
1964년 스위스는 우편물 분류에 따른 우편번호를 제정하여 발표했다. 미국, 독일에 이어 세 번째다.

### 우편 총량
1850년에 포스트는 총 1600만 통의 편지 또는 1인당 7통의 편지를 발송하는 역할을 했다. 1910년에는 15통, 1950년에는 1인당 82통의 편지를 배달했다. 1870년에 도시 중심부는 전체 인구의 9%에 불과한 반면에 발송된 편지의 약 25%를 담당했다. 1950년에 우편물은 9억 통의 편지를 배달했으며, 그 중 약 8%가 스위스 이외의 지역으로 배달되었다. 1963년에 우편물의 양은 25억 통으로 증가했다. 2020년에 스위스 포스트는 매일 600,000~900,000개의 소포를 처리했다.

### 부동산
우체국의 수는 1849년 1,502개에서 1914년 4,000개 이상으로 증가했다. 스위스 우정청이 배달한 우편물의 양이 크게 증가했으며, 1887년에서 1915년 사이에 소위 "우체국 궁전"이 여러 대도시에 건설되었다. 첫 번째는 바젤에 있었고 나머지는 취리히, 베른, 제네바, 올텐에 있었다. 1985년까지 스위스 포스트는 약 1,300개의 건물을 소유하고 4,100개 이상의 건물을 임대했다.

### 마차와 썰매
1849년에 스위스 포스트는 거의 500개의 마차와 250개의 썰매를 운영했다. 1849년에 스위스 우체국은 말이 끄는 거의 500개의 마차와 250개의 썰매를 운영했다. 1913년까지 이 포스트는 2,000개 이상의 마차와 1,000개의 썰매를 사용했다.

### 여객
설립 후 이 포스트는 승객 수송으로 수익의 거의 절반을 벌어들였다. 1849년에 스위스 우체국은 거의 500개의 마차와 250개의 썰매를 운영했으며, 야간에도 인기 있는 급행 노선을 운행했다. 1860년대 이후, 승객 수송은 가장 수익성이 좋은 객차와 같은 경로를 따라 건설된 철도 노선이 점점 더 많이 차지하게 되었다.

### 철도

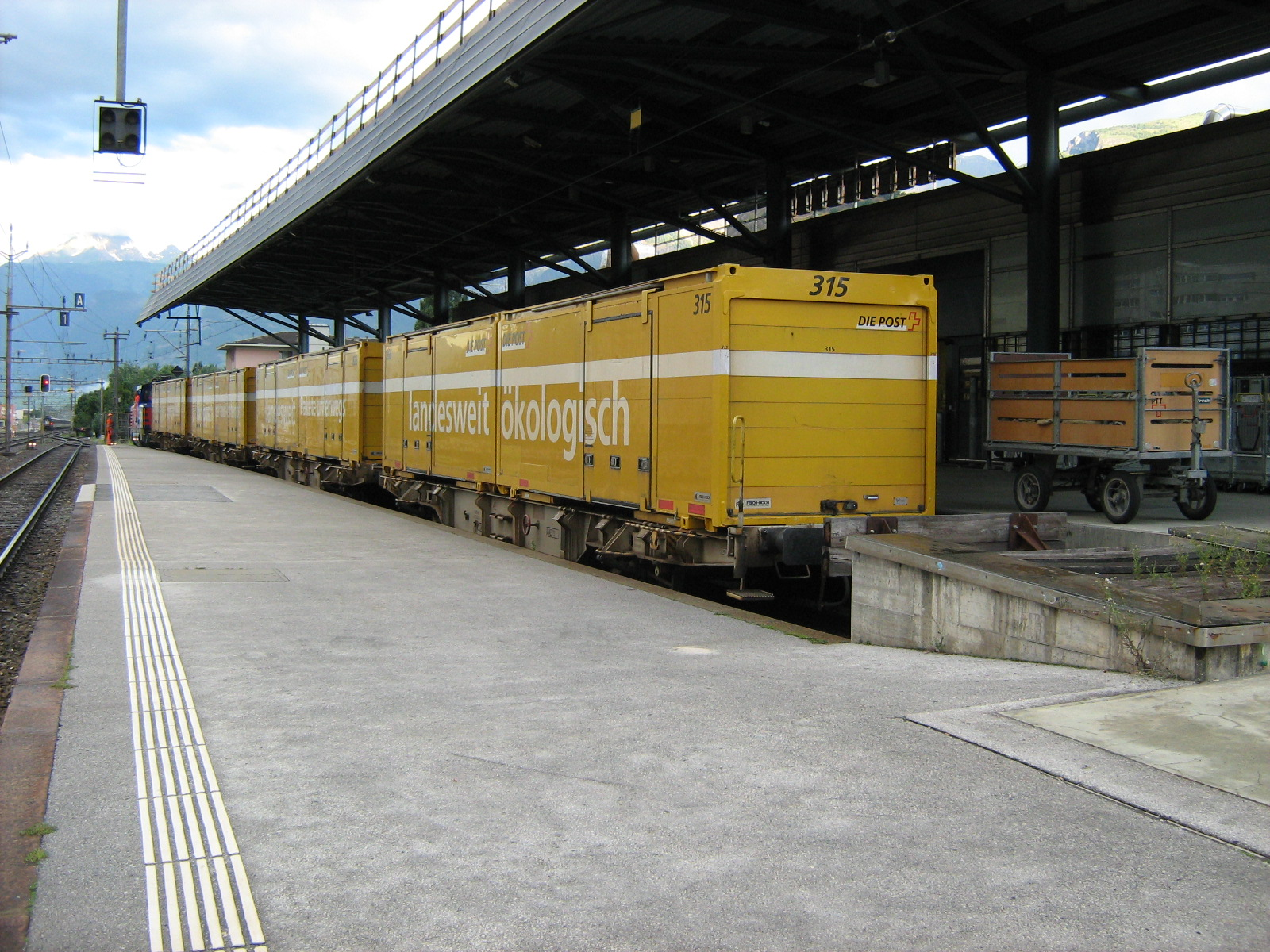
스위스 시옹의 우편물 분류 시설에 있는 우편 마차. 지방 도시 간의 우편물은 철도를 통해 운송되며, 지역 수준에서 우편 버스, 밴, 자전거로 배달된다.

1844년 이후 우체국은 프랑스의 바젤과 스트라스부르 사이에, 1847년 이후에는 취리히와 바덴 사이에도 우편물을 배달했다. 1857년에 스위스 철도가 소유한 포스트 마차가 서비스를 시작했다.  우편 마차에서 우편물은 기차에서 분류되었다. 1866년까지 스위스 포스트는 자체 포스트 마차를 구입하기로 결정했다.  이후에는 3개나 4개의 차축이 있는 마차를 구입했다.  4개의 차축이 있는 마차에는 우편물을 분류하는 구획이 장착되어 있으며, 1965년까지 60개 이상의 우편 열차 노선이 운행되었다. 1964년에 우편번호가 설정되었고 그 이후로 우편물은 특정 센터에 더 많이 분류되었다. 1986년에는 스위스 포스트에 600개의 포스트 웨건이 있었다.

### 항공우편
최초의 항공우편은 주로 1910년대 초에 시범으로 배달되었다. 1919년 1월에 정규 군용 항공 우편 서비스가 설립되었으며, 1919년 4월에는 민간 우편으로도 확장되었다. 그러나 이 서비스는 수익성이 충분하지 않아 같은 해 10월에 서비스가 중단되었다.
초기의 어려움에도 불구하고 항공우편은 성공했고 스위스 포스트는 곧 서비스를 먼저 독일로 확장한 다음 유럽으로 확장했지만, 여전히 외국 항공사의 서비스에 의존했다. 1930년대 이전에 스위스 항공우편은 아프리카와 아시아에 도착했고 1930년대에는 대서양에서 날아온 수상 비행기가 남아메리카와 북아메리카에 도착했다. 1931년부터 새로 설립된 스위스항공은 항공우편 배달을 위한 조밀한 유럽 네트워크 구축을 촉진했다.
제2차 세계 대전 중에 서비스는 1944년에 중단될 때까지 감소했다. 스위스 포스트는 포르투갈 해안의 대서양에서 수상 비행기와 함께 런던 및 뉴욕과 우편 교환을 유지했다.
1946년 미국의 트랜스월드 항공은 제네바에 노선을 개설했고, 스위스 포스트는 처음으로 미대륙과 직접 연결되었다. 이후 취리히 나 바젤과 같은 다른 스위스 공항에서도 국제항공우편이 접수되어 발송되었다. 1985년까지 스위스 포스트는 스위스항공 외에도 많은 국제 항공사의 서비스를 사용했다.

### 특이점
1850년대까지 우체국의 약 25%가 선술집에 있었지만, 스위스 우체국은 포도주와 우체국 근처에 문제가 생겨 곧 금지되었다. 1950년대에 세인트버나드 개 한 마리가 아델보덴에서 우편물 마차를 끌었다.

## 로고변천사

PTT 시기 1982년 –1997년
스위스 포스트 시기 1998년 – 2023년
스위스 포스트 시기 2023년 – 현재

## 같이 보기
- 포스트버스 스위스